# James Geikie
James Geikie, PRSE (Edimburgo, 23 de agosto de 1839 – 1 de março de 1915) foi um geólogo escocês. Era irmão do também geólogo Sir Archibald Geikie (1835-1924).
O naturalista John Muir (1838-1914) nomeou uma geleira no Alasca em sua honra.

## Obras
- "The Great Ice Age and its Relation to the Antiquity of Man" (1874; 3ª ed., 1894)
- "Prehistoric Europe" (1881)
- "Fragments of Earth Lore: Sketches and Addresses, Geological and Geographical" (1893)
- "Earth Sculpture" (1898)
- "Outlines of Geology" (1886)

A partir de 1888 tornou-se editor honorário do periódico "Scottish Geographical Magazine".